# Cry Macho (película)
Cry Macho es una película dramática estadounidense, dirigida e interpretada por Clint Eastwood. Se estrenó en septiembre de 2021.
Es una adaptación de la novela del mismo nombre, obra de Nathan Nash y publicada en 1975. En octubre de 2020 se informó que Eastwood crearía la película con Jessica Meier, Tim Moore y Albert S. Ruddy como productores.
Eastwood de 91 años, considerado un ícono masculino del siglo XX, desarrolla una reelaboración del machismo para adaptarse al mundo actual y mediante consejos a un joven; explica una correcta formación de valores, que él jamás tuvo por los estándares de su época.

## Trama

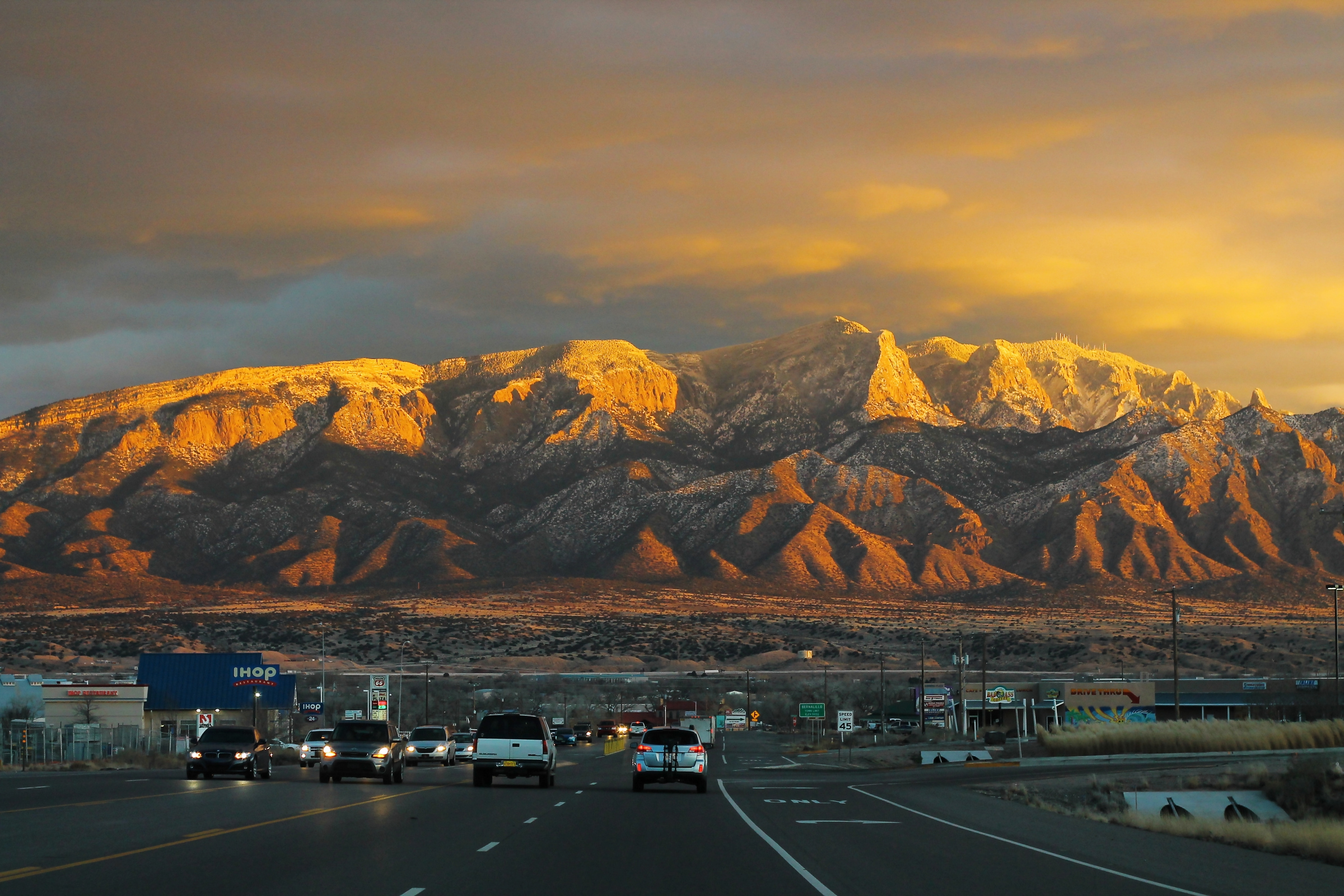
Bernalillo, lugar de filmación principal.

En 1979, la estrella del rodeo tejano Mike Milo se retiró debido a una grave lesión en la espalda. Al año siguiente, su exjefe Howard Polk lo contrata para viajar a Ciudad de México y traer de regreso al hijo de 13 años de Howard, Rafo. Él acepta y al entrar a México, conoce a la madre del niño, Lela, quien le dice que Rafo se ha convertido en una vida delictiva, participando en peleas de gallos con un gallo llamado Macho. Poco después, Mike encuentra a Rafo participando en una pelea de gallos que es interrumpida por una redada policial. Después de que la policía se marcha, Mike le dice a Rafo que su padre quiere verlo. Intrigado, Rafo acepta ir con Mike de regreso a Texas y se va a empacar sus cosas.
Una Lela borracha le dice a Mike que quiere que su hijo se quede en México y lo amenaza. Después de que Mike se va, Lela ordena a varios de sus secuaces que lo sigan. Conduciendo de regreso a Texas solo, Mike descubre que Rafo se ha colado en su camioneta. Cuando Rafo le roba la billetera y comparte su deseo de pasar tiempo con su padre, Mike accede a llevarlo a la frontera. Durante el viaje, la pareja comparte historias sobre sus vidas, incluyendo cómo los secuaces de Lela solían abusar de Rafo, y discuten el significado de ser «macho».
En un restaurante, Mike llama a Howard y le dice que ha encontrado a Rafo. Fuera del restaurante, uno de los secuaces de Lela, Aurelio, intenta llevarse a Rafo a la fuerza y les miente a los lugareños que Mike lo ha secuestrado. Rafo les dice a los lugareños que eso no es cierto y le dan una paliza a Aurelio. Después de que Mike y Rafo se van, los ladrones les roban el camión. Sin embargo, pronto encuentran un automóvil abandonado para usar. En una cantina, conocen a la dueña, Marta, quien accede a dejarlos pasar la noche después de notar que varios policías los están buscando. Al día siguiente, Mike se entera de que Rafo se ha hecho amigo de Marta.
Continuando con su viaje, Mike le dice a Rafo que perdió a su esposa e hijos en un accidente automovilístico. A la mañana siguiente, Marta los encuentra en un santuario y les trae el desayuno. Mike y Rafo notan que el auto que encontraron tiene una fuga y se ven obligados a dejarlo. Después de cruzar un rancho, Mike le enseña a Rafo a montar a caballo y le muestra su amor por los animales. La pareja regresa al café de Marta y comienza a pasar tiempo con su familia. También comienzan a pasar tiempo en el rancho y, en una llamada telefónica con Mike, Howard expresa su preocupación de que Mike haya estado en México durante dos semanas, más de lo esperado. Finalmente, los dos se despiden de Marta y comienzan su viaje final hacia la frontera.
Con un vehículo nuevo, se detienen después de notar que un patrullero los sigue. Mike revela que Howard le dijo por teléfono que quiere ver a Rafo simplemente para luchar contra Lela en la corte por su dinero. Un Rafo enojado intenta irse pero la policía los encuentra y registran su vehículo. Cuando no encuentran nada, los policías se van y la pareja continúa su viaje. Mientras conduce, Mike le dice a Rafo que ser «macho» está sobrevalorado y lo anima a tomar sus propias decisiones en la vida. Rafo dice que todavía quiere estar con su padre. Aurelio luego los encuentra, los saca de la carretera y los sostiene a punta de pistola. Sin embargo, Macho salta hacia él y Mike le roba el arma. Luego usan el auto de Aurelio para llegar a la frontera. Como último adiós, Rafo le da a Macho a Mike antes de reunirse con su padre. Mike permanece en el lado mexicano de la frontera y regresa con Marta.

## Elenco
- Clint Eastwood - Mike Milo, viejo y alcohólico vaquero que fue una estrella de rodeo.
- Eduardo Minett - Rafael «Rafo» Polk.
- Natalia Traven - Marta.
- Dwight Yoakam - Howard Polk, antiguo jefe de Mike y quien le pide traer a su hijo Rafael.
- Fernanda Urrejola - Leta, madre de Rafo.
- Horacio García Rojas - Aurelio.
- Alexandra Ruddy
- Ana Rey - Señora Reyes.
- Paul Lincoln Alayo
- Un gallo de pelea - «Macho».

## Antecedentes
A inicios de los años 1970, el escritor Nathan Nash ofertó dos veces un guion titulado Macho a 20th Century Fox y fue rechazado. Como resultado, Nash la hizo una novela y la publicó el 11 de junio de 1975. Después de recibir críticas positivas por la obra, Nash puso en venta otra vez el guion (sin cambios) y lo vendió a Fox.
Ya en conocimiento por Fox, múltiples actores se interesaron por el rol principal; incluyendo a Pierce Brosnan, Clint Eastwood, Burt Lancaster, Roy Scheider y Arnold Schwarzenegger. La película nunca pudo hacerse y el autor Nash murió en 2000.
En 1988 Eastwood prefirió ser nuevamente Harry el Sucio y rechazó Cry Macho por The Dead Pool. En 1991 una adaptación con Scheider empezó a filmarse en México, pero el trabajo nunca se completó.
En 2003 Schwarzenegger eligió ser el protagonista, pero debido a su elección como nuevo gobernador de California, el productor Albert S. Ruddy le aconsejó no actuar. En abril de 2011, Schwarzenegger anunció su regreso al séptimo arte con Cry Macho. Pero el proyecto fue cancelado al conocerse que Maria Shriver se divorciaba de Schwarzenegger, porque éste tuvo un hijo extramarital con la empleada doméstica.

## Producción
Nick Schenk, quien anteriormente trabajó con Eastwood en Gran Torino (2008) y La Mula (2018), realizó importantes cambios a las conversaciones del guion original.
La fotografía principal comenzó el 4 de noviembre de 2020 en Albuquerque, Nuevo México, con el cinematógrafo Ben Davis. La filmación en el estado, se trasladó al condado de Socorro el 16 de noviembre y concluyó el 30 de aquel mes. En diciembre de 2020 la filmación tuvo lugar en Belén, con el restaurante Montaño's allí convertido en un café para el rodaje. Debido a la pandemia de COVID-19 los miembros del rodaje tuvieron que seguir varios protocolos de seguridad; como el distanciamiento social, el uso de máscara quirúrgica y hacerse la prueba del virus a diario mientras trabajaban en el set.
El rodaje concluyó el 15 de diciembre, un día antes de lo previsto. Dos días más tarde, se reveló el reparto completo de papeles secundarios: Horacio García Rojas, Eduardo Minett, Natalia Traven, Fernanda Urrejola y Dwight Yoakam.
Las escenas se filmaron mayoritariamente en el pueblo de Bernalillo, pero también hay ubicaciones en los condados de Sandoval, Sierra y Valencia. El proyecto empleó a 250 miembros del equipo, 10 integrantes del elenco de apoyo y más de 600 extras de fondo de Nuevo México.
Durante la postproducción, la edición de montaje fue completada por Joel Cox. La banda sonora fue compuesta por Mark Mancina.

## Mercadotecnia

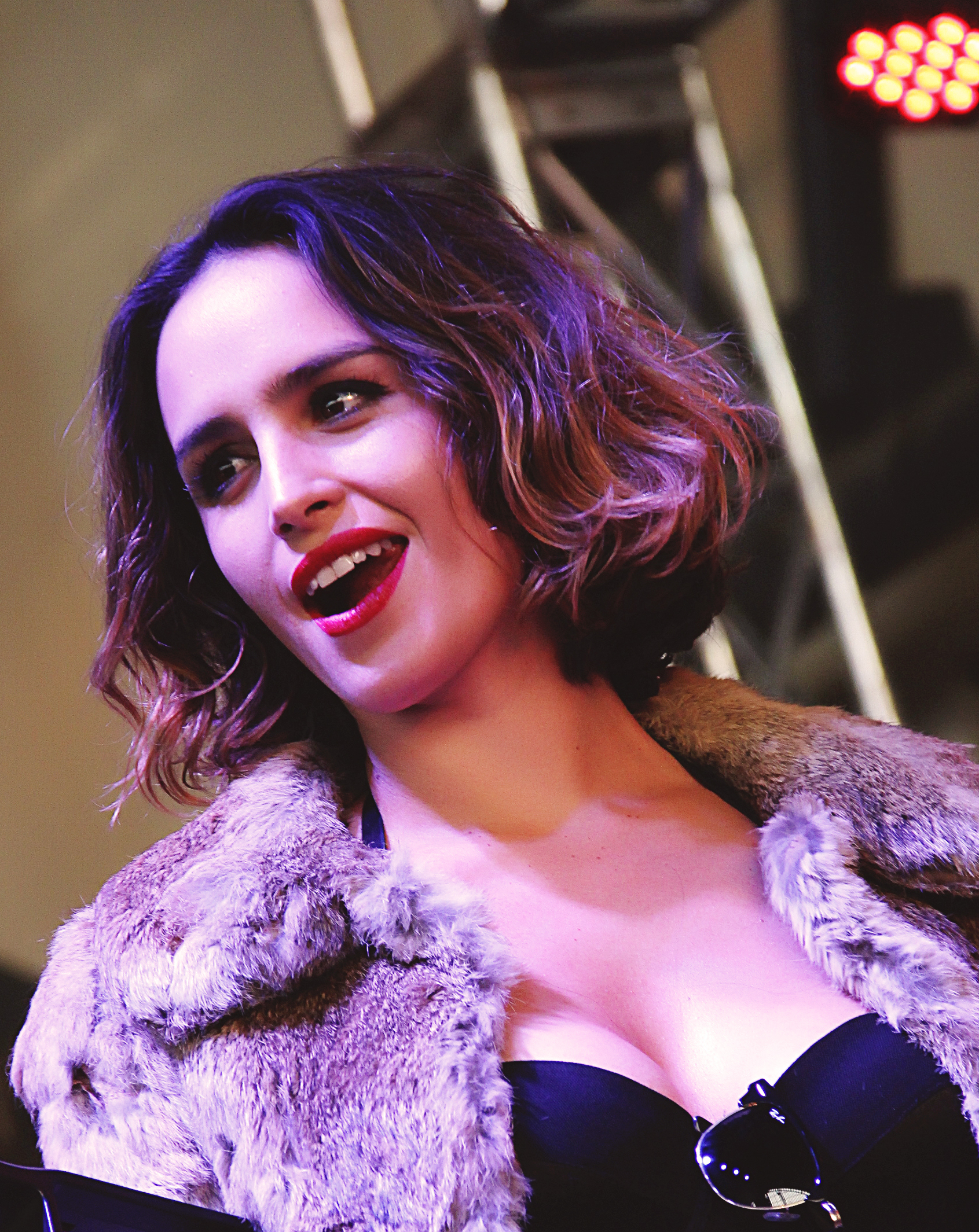
Fernanda Urrejola es Lela.

La campaña de marketing de la película comenzó el 5 de agosto de 2021, cuando se lanzaron algunas imágenes, el póster de estreno en cines y un tráiler. En una entrevista, Eastwood dijo que la película trataba sobre: «un hombre que ha pasado por algunos momentos difíciles en su vida y luego inesperadamente otro desafío se pone en primer plano. Normalmente nunca lo haría, pero es un hombre de palabra. Él sigue adelante y empieza su vida de nuevo».
Las reacciones al pantallazo fueron positivas. James White de Empire y Ethan Shanfeld de Variety dijeron: «examina y redefine el machismo», y William Hughes de The A.V. Club escribió: «expresa elementos muy conmovedores –consejos, definiciones de masculinidad, peleas de gallos– mientras se centra en la relación entre Eastwood y el niño que tal vez fue secuestrado [por su crianza]».

## Estreno
Va a ser estrenada en cines a nivel mundial, el 17 de septiembre de 2021 por Warner Bros. Pictures y simultáneamente en el servicio de streaming HBO Max durante 31 días.
La película fue fijada originalmente para estrenarse el 22 de octubre, compitiendo con Edgar Wright's Last Night in Soho y Wes Anderson's El envío francés, pero fue adelantada por decisión de Warner Bros. por Duna y Los Muchos Santos de Newark para evitar la competición con películas similares. Fue estrenada junto a Azul Bayou, Copshop, Todo el mundo está Hablando Aproximadamente Jamie, y Los Ojos de Tammy Faye.